# Länsväg 130
Länsväg 130 är en primär länsväg och går sträckan Torsås – Söderåkra. Vägen är 7 km lång och går i Kalmar län.

## Anslutningar
Vägen ansluter till Europaväg 22 i Söderåkra. Det finns inte någon järnväg nära vägen. Det har funnits en sådan, Kalmar-Torsås Järnväg, som lades ned 1965.
|  | Nr             | Namn                  | Skyltning                               |
|  | -------------- | --------------------- | --------------------------------------- |
|  |                | Torsås                |                                         |
|  |                | Söderåkra             | Karlskrona (gamla E22) (Lv 130 svänger) |
|  |                | Söderåkra             |                                         |
|  | motortrafikled | Trafikplats Söderåkra | Kalmar Karlskrona                       |

## Historia
Vägnumret 130 infördes i början av 1990-talet för sträckan Torsås–Söderåkra, då 6 km lång. Innan dess hade sträckan inget skyltat nummer. Väg 130 som vägnummer förlängdes något då en förbifart byggdes för E22 förbi Söderåkra.
Från 1962 till 1985 hade vägen Vimmerby - Kristdala - Oskarshamn numret 130, men har sedan dess inget skyltat nummer. I det gamla nummersystemet före 1962 hade vägen Torsås–Söderåkra inget skyltat nummer, medan vägen Vimmerby - Oskarshamn hade nummer 126.